# Goniobryum subbasilare
Goniobryum subbasilare là một loài rêu trong họ Rhizogoniaceae. Loài này được (Hook.) Lindb. mô tả khoa học đầu tiên năm 1865.